# Forma canonica di Jordan

Esempio di matrice in forma canonica di Jordan. I blocchi evidenziati in grigio sono detti blocchi di Jordan.

In matematica, più precisamente in algebra lineare, la forma canonica di Jordan di una matrice quadrata {\displaystyle A} è una matrice triangolare {\displaystyle J} simile ad {\displaystyle A} che ha una struttura il più possibile vicina ad una matrice diagonale. La matrice è diagonale se e solo se {\displaystyle A} è diagonalizzabile, altrimenti è divisa in blocchi detti blocchi di Jordan.
La forma canonica caratterizza univocamente la classe di similitudine di una matrice. In altre parole, due matrici sono simili se e solo se hanno la stessa forma di Jordan (a meno di permutazione dei blocchi).
Il nome è dovuto al matematico francese Camille Jordan che si è occupato di matrici diagonalizzabili.

## Definizione
Un blocco di Jordan di ordine {\displaystyle k} è una matrice triangolare superiore con {\displaystyle k} righe costituita nel seguente modo:
{\displaystyle J_{k}(\lambda ):={\begin{pmatrix}\lambda &1&0&\cdots &0\\0&\ddots &\ddots &&\vdots \\\vdots &\ddots &\ddots &\ddots &0\\\vdots &&\ddots &\ddots &1\\0&\cdots &\cdots &0&\lambda \end{pmatrix}}}
in cui ogni elemento della diagonale è uguale a {\displaystyle \lambda } ed in ogni posizione {\displaystyle (i,i+1)} si trova un 1. Il suo polinomio caratteristico è {\displaystyle (x-\lambda )^{k}}, e quindi ha {\displaystyle \lambda } come unico autovalore con la molteplicità algebrica {\displaystyle k}. D'altra parte, l'autospazio relativo a {\displaystyle \lambda } è:
{\displaystyle \ker(J_{k}(\lambda )-\lambda I)=\ker {\begin{pmatrix}0&1&0&\cdots &0\\0&\ddots &\ddots &&\vdots \\\vdots &\ddots &\ddots &\ddots &0\\\vdots &&\ddots &\ddots &1\\0&\cdots &\cdots &0&0\end{pmatrix}}={\text{Span}}{\begin{pmatrix}1\\0\\\vdots \\\vdots \\0\end{pmatrix}}}
avente, quindi, dimensione 1. Dal teorema di diagonalizzabilità segue che se {\displaystyle k>1} il blocco di Jordan non è diagonalizzabile.
Una matrice in forma canonica di Jordan o matrice di Jordan è una matrice diagonale a blocchi di Jordan, cioè del tipo:
{\displaystyle J={\begin{pmatrix}J_{1}&&0\\&\ddots &\\0&&J_{k}\end{pmatrix}}}
dove {\displaystyle J_{i}} è un blocco di Jordan con autovalore {\displaystyle \lambda _{i}}. Ogni blocco di Jordan contribuisce con un autospazio unidimensionale relativo a {\displaystyle \lambda _{i}}.
La molteplicità geometrica di {\displaystyle \lambda _{i}}, definita come la dimensione del relativo autospazio, è pari al numero di blocchi con autovalore {\displaystyle \lambda _{i}}. D'altra parte, la molteplicità algebrica di {\displaystyle \lambda _{i}}, definita come la molteplicità della radice {\displaystyle \lambda _{i}} nel polinomio caratteristico di {\displaystyle J}, è pari alla somma degli ordini di tutti i blocchi con autovalore {\displaystyle \lambda _{i}}.
In questo contesto, il teorema di diagonalizzabilità asserisce, quindi, che {\displaystyle J} è diagonalizzabile se e solo se le molteplicità algebriche e geometriche coincidono, ovvero se e solo se i blocchi hanno tutti ordine pari ad 1: in altre parole, {\displaystyle J} è diagonalizzabile se e solo se è già diagonale.

## Teorema di Jordan
Si dice che una matrice quadrata {\displaystyle A} con elementi in un campo {\displaystyle K} ha "tutti gli autovalori nel campo" se la somma delle molteplicità algebriche dei suoi autovalori è pari al numero di righe di {\displaystyle A}. Questo equivale a dire che il suo polinomio caratteristico ha "tutte le radici nel campo", cioè che si spezza come prodotto di polinomi di primo grado. Questo è sempre vero se {\displaystyle K} è algebricamente chiuso, ad esempio se {\displaystyle K} è il campo dei numeri complessi.
Il teorema di Jordan asserisce che ogni matrice ha una "forma canonica di Jordan", e che due matrici sono simili se e solo se hanno la stessa forma canonica:
- Sia {\displaystyle A} una matrice quadrata con elementi in {\displaystyle K} avente tutti gli autovalori nel campo. Allora {\displaystyle A} è simile ad una matrice di Jordan.
- Due matrici di Jordan {\displaystyle J} e {\displaystyle J'} sono simili se e solo se si ottengono l'una dall'altra permutando i blocchi.

## Esempi
Si vuole calcolare la forma canonica di Jordan della matrice
{\displaystyle A={\begin{pmatrix}5&4&2&1\\0&1&-1&-1\\-1&-1&3&0\\1&1&-1&2\\\end{pmatrix}}}
Il suo polinomio caratteristico è {\displaystyle (x-4)^{2}(x-2)(x-1)}, quindi i suoi autovalori sono 4, 4, 2 e 1. Si ricorda che, se si indica con {\displaystyle m_{\text{alg}}(\lambda )} e {\displaystyle m_{\text{geo}}(\lambda )} le molteplicità algebrica e geometrica di un autovalore {\displaystyle \lambda }, valgono sempre le seguenti disuguaglianze:
{\displaystyle 1\leq m_{\text{geo}}(\lambda )\leq m_{\text{alg}}(\lambda )}
Quindi in questo caso le molteplicità algebriche e geometriche degli autovalori 2 e 1 sono tutte 1, e l'unica grandezza da trovare è la molteplicità geometrica di 4, che può essere 1 o 2. La molteplicità geometrica di un autovalore indica il numero di blocchi di Jordan presenti relativi a quell'autovalore. Si vede che:
{\displaystyle \dim \ker(A-4I)=1}
Segue quindi che {\displaystyle A} non è diagonalizzabile, e l'autovalore 4 ha un solo blocco di Jordan. I dati in possesso sono sufficienti a determinare la matrice di Jordan, che è la seguente:
{\displaystyle J={\begin{pmatrix}4&1&0&0\\0&4&0&0\\0&0&2&0\\0&0&0&1\end{pmatrix}}}

## Polinomio minimo
Il polinomio minimo {\displaystyle m(x)} di una matrice {\displaystyle A} è calcolabile a partire dalla sua forma di Jordan {\displaystyle J}. Infatti si decompone come:
{\displaystyle m(x)=(x-\lambda _{1})^{j_{1}}\cdots (x-\lambda _{k})^{j_{k}}}
dove {\displaystyle \lambda _{1}\dots \lambda _{k}} sono gli autovalori (distinti, cioè elencati senza molteplicità) di {\displaystyle A}, e {\displaystyle j_{i}} è l'ordine del blocco di Jordan più grande fra tutti quelli relativi all'autovalore {\displaystyle \lambda _{i}}.
Ad esempio, la seguente matrice:
{\displaystyle J={\begin{pmatrix}3&1&0&0\\0&3&1&0\\0&0&3&0\\0&0&0&3\end{pmatrix}}}
ha {\displaystyle (x-3)^{4}} come polinomio caratteristico e {\displaystyle (x-3)^{3}} come polinomio minimo.
Usando il teorema di Jordan e la decomposizione del polinomio minimo enunciata, si ha che le due matrici
{\displaystyle A={\begin{pmatrix}3&1&0&0\\0&3&0&0\\0&0&3&0\\0&0&0&3\end{pmatrix}},\quad B={\begin{pmatrix}3&1&0&0\\0&3&0&0\\0&0&3&1\\0&0&0&3\end{pmatrix}}}
hanno gli stessi polinomi caratteristici (e quindi anche lo stesso determinante, la stessa traccia e gli stessi autovalori), gli stessi polinomi minimi, ma non sono simili.